# Nokia E52
Il Nokia E52 è uno smartphone della Eseries Nokia. Utilizza Symbian OS 9.3 e offre uno schermo da 240 × 320 pixel. È disponibile in nero, nero alluminio, alluminio grigio metallizzato e dorato. Normalmente viene venduto con una scheda di memoria MicroSD da 1GB o 2GB e può essere espanso con schede fino a 16GB. Internamente ha una memoria utente di 60MB. È il successore del modello E51 ed è stato presentato insieme al modello E55, tecnicamente identico eccetto per la disponibilità di una tastiera semi-QWERTY.
Il cellulare è caratterizzato da una notevole autonomia e una elevata qualità audio in chiamata. Sebbene le prime revisioni presentassero alcuni problemi software (come spesso accade ai cellulari immessi frettolosamente nel mercato senza essere stati testati in modo corretto), successivamente sono stati corretti gli errori principalmente di natura software con nuove revisioni del cellulare e ripetuti aggiornamenti del firmware, effettuabili anche dall'utente finale o presso centri assistenza autorizzati Nokia.

## Caratteristiche tecniche
- Accelerometro per la rotazione del display, il silenziamento della suoneria o della sveglia.
- Tasti "One-Touch" programmabili
- Ricarica tramite Micro-USB
- Connettore audio standard Mini-Jack 3.5 mm
- Supporto TCP/IP
- Possibilità di operare come modem dati
- Connettività Bluetooth 2.0 EDR, A2DP
- Supporto HSPA 3.5G
- Supporto GPS e A-GPS con software di navigazione Nokia Mappe
- Browser WAP 2.0/XHTML, HTML con supporto (Flash Lite 3.0 e JavaScript 1.3 e 1.5
- Supporto Digital Home
- Funzionalità Push-to-talk (PTT)
- Supporto per SMS, MMS, Email
- Radio stereo FM con RDS
- Stampa remota tramite Line Printer Daemon o stampante USB compatibile PictBridge
- Supporto Media Transfer Protocol
- Java con MIDP 2.1 e CLDC 1.1
- Registratore vocale
- Supporto per comandi vocali
- Chiamata rapida
- Lettore vocale di messaggi di testo ed Email.
- Durata batteria estesa: 8 ore di chiamata, 23 di riproduzione musicale, 23 giorni in stand-by.
- Lettore PDF
- Possibilità di blocco/azzeramento del cellulare da remoto
- Quick Office Viewer/Editor per gestire documenti Word, Excel, PowerPoint (con aggiornamento gratuito ai formati di Office 2007)
- Modalità risparmio di energia